# The Opium Smuggler
Pour les articles homonymes, voir Smuggler.
The Opium Smuggler est un film muet américain réalisé par Allan Dwan et sorti en 1911.

## Fiche technique
- Réalisation : Allan Dwan
- Durée : 10 minutes
- Date de sortie :
  - États-Unis : 8 mai 1911

## Distribution
- J. Warren Kerrigan : Ned Raymond
- Pauline Bush : Bonnie Watson
- Jack Richardson : Tony Laredo
- George Periolat : Peter Watson
- Louise Lester : Mrs Watson